# Penthea pardalina
Penthea pardalina är en skalbaggsart som beskrevs av Stefan von Breuning 1942. Penthea pardalina ingår i släktet Penthea och familjen långhorningar. Inga underarter finns listade i Catalogue of Life.